# Mario Golf
Mario Golf es una serie de videojuegos deportivos de golf desarrollados por Camelot Software Planning y distribuidos por Nintendo, protagonizados por los personajes de la saga de Mario.
Hasta la fecha, la entrega más reciente de la serie es Mario Golf: Super Rush, la cual se lanzó el 25 de junio de 2021 para Nintendo Switch.

## Juegos de la saga
- NES Open Tournament Golf - (Nintendo Entertainment System, 1991)
- Mario Golf - (Nintendo 64, 1999) // (Consola Virtual, 2008)
- Mario Golf - (Game Boy Color, 1999) // (Consola Virtual, 2012)
- Mario Golf: Toadstool Tour - (Nintendo GameCube, (2003)
- Mario Golf: Advance Tour - (Game Boy Advance, 2004) // (Consola Virtual, 2014)
- Mario Golf: World Tour - (Nintendo 3DS, 2014)
- Mario Golf: Super Rush - (Nintendo Switch, 2021)

## Conectividad

### Transfer Pak
Haciendo uso del Transfer Pak es posible conectar las versiones de Mario Golf para Nintendo 64 y Mario Golf para Game Boy Color. Con ello, es posible transferir personajes entre ambos juegos.

### Cable Game Boy Advance
Haciendo uso del cable Game Boy Advance es posible conectar las versiones de Mario Golf: Toadstool Tour para Nintendo GameCube y Mario Golf: Advance Tour para Game Boy Advance. Con ello, es posible transferir personajes entre ambos juegos.
- Datos: Q1898865